# Ференц Тьорьок
Ференц Тьорьок (на унгарски: Ferenc Török) е унгарски филмов режисьор и сценарист, носител на наградата „Бела Балаж“ (2008).

## Биография
Ференц Тьорьок е роден на 23 април 1971 г. в Будапеща.
През 1995 г. е приет в Университета за театрално и филмово изкуство, със специалност „Филмова режисура“, в класа на Шандор Шимо. Дипломната му работа е филмът „Площад Москва“, който е отличен с наградата „Най-добър дебютен филм“ и Наградата на публиката на Унгарския филмов преглед през 2000 г.
От 2007 г. е лектор в Академията за театрално и филмово изкуство. От 2008 г. е член на Европейската филмова академия.

## Филмография

### Режисьор
- Tranzit (1999)
- Valaki kopog (2000)
- Moscow Square (2001)
- A Bus Came... (2003)
- Eastern Sugar (2004)
- Európából Európába (2004)
- Von den Sockeln (2004)
- A Pál utcai fiúk (2005)
- A Day Off (2005)
- Csodálatos vadállatok (2005)
- Overnight (2007)
- HVG30 (2009)
- Koccanás (2009)
- Logbook '89–'09 (2009)
- Apacsok (2010)
- Istanbul (Isztambul) (2011)
- East Side Stories (2012)
- Magyarország 2011 (2011
- Hegyek és tengerek köztt: Samira (2013)
- Brigád (2013)
- Senki szigete (2014)
- 1945 (2016)

### Сценарист
- Tranzit (1999)
- Valaki kopog (2000)
- Moscow Square (2001)
- A Bus Came... (2003)
- Eastern Sugar (2004)
- A Day Off (2005)
- Csodálatos vadállatok (2005)
- Overnight (2007)
- HVG30 (2009)
- Logbook '89 – 09' (2009)
- Isztambul (2011)
- East Side Stories (2012)
- Magyarország 2011 (2012)
- Hegyek és tengerek köztt: Samira (2013)
- Brigád (2013)

|  | Тази страница частично или изцяло представлява превод на страницата Ferenc Török (director) в Уикипедия на английски. Оригиналният текст, както и този превод, са защитени от Лиценза „Криейтив Комънс – Признание – Споделяне на споделеното“, а за съдържание, създадено преди юни 2009 година – от Лиценза за свободна документация на ГНУ. Прегледайте историята на редакциите на оригиналната страница, както и на преводната страница, за да видите списъка на съавторите. ВАЖНО: Този шаблон се отнася единствено до авторските права върху съдържанието на статията. Добавянето му не отменя изискването да се посочват конкретни източници на твърденията, които да бъдат благонадеждни. |